# مری میلر
مری ای. میلر ( متولد ۲۷ اوت ۱۹۵۹) یک سیاستمدار آمریکایی است که از سال ۲۰۲۱ به عنوان نماینده ایالات متحده برای منطقه پانزدهم کنگره خدمت می‌کند او در کمیته کشاورزی مجلس نمایندگان و کمیته آموزش و کار مشغول به کار است. میلر یکی از اعضای گروه آزادی است و به عنوان یک سیاستمدار راست افراطی توصیف شده است.
او لیسانس علوم در مدیریت بازرگانی دارد و دوره‌های تحصیلات تکمیلی را در دانشگاه ایلینوی شرقی گذراند، اما مدرک تحصیلات تکمیلی را به پایان نرساند.